# Marian Łomnicki
Marian Alojzy Łomnicki (ur. 9 września 1845 w Baworowie, zm. 26 października 1915 we Lwowie) – polski geolog, zoolog, paleontolog, encyklopedysta, ojciec matematyka Antoniego Mariana Łomnickiego i entomologa Jarosława Łomnickiego. 

## Życiorys
Studiował w latach 1864–1867 nauki przyrodnicze jako stypendysta Włodzimierza Dzieduszyckiego. Rozpoczął studia na Uniwersytecie Jagiellońskim w Krakowie, i kontynuował 1867–1868 na Uniwersytecie w Wiedniu, gdzie studiował geologię u Eduarda Suessa i paleontologię u Rudolfa Knera.
W latach 1869–1904 był nauczycielem gimnazjum, najpierw w gimnazjum Franciszka Józefa we Lwowie, następnie w Stanisławowie i od roku 1879 w C. K. IV Gimnazjum we Lwowie. W latach 1878–1882 wykładał zoologię w Wyższej Szkole Rolniczej w Dublanach. Poza pracą dydaktyczną zajmował się badaniami stratygrafii miocenu Podola i Roztocza. Jako zoolog badał faunę chrząszczy okolic Lwowa, prowadził także badania podczas odkryć we wsi Starunia pod Nadwórną. 
W latach 1896–1897 pełnił funkcję prezesa Polskiego Towarzystwa Przyrodników im. Kopernika. Był encyklopedystą oraz edytorem Encyklopedii zbiór wiadomości z wszystkich gałęzi wiedzy – polskiej encyklopedii wydanej w latach 1898-1907 przez społeczną organizację edukacyjną Macierz Polska, która działała w Galicji w okresie zaboru austriackiego. Opisał w niej zagadnienia z zakresu botaniki .
Od 1905 był kustoszem Muzeum im. Dzieduszyckich we Lwowie. W uznaniu zasług naukowych Uniwersytet Franciszkański we Lwowie nadał Łomnickiemu w 1912 Doktorat (filozofii) Honoris Causa. Otrzymał tytuł c. k. radcy szkolnego.
Jego żoną została Maria Szczucka, działaczka niepodległościowa i społeczna. Zamieszkiwali we Lwowie przy ulicy Mikołaja Kopernika na rogu Ossolińskich, gdzie żona gromadziła młodzież polską działającą w tajnym ruchu narodowym, organizując spotkania.
Został pochowany na Cmentarzu Łyczakowskim we Lwowie.

## Publikacje
Uzupełnił i opublikował w 1892 monografię mięczaków ziem polskich pt. „Mięczaki (Mollusca)” spisaną przez Józefa Bąkowskiego. Wspólnie z Lepoldem Wajglem redagował czasopismo „Przyrodnik”. Był autorem podręcznika dla szkół średnich - mineralogii, geologii oraz biologii. 
Opublikował wiele prac naukowych, m.in.:
- Atlas Geologiczny Galicji (1895–1906),
- Wykaz chrząszczy czyli tęgopokrywych (Coleoptera) ziem polskich (1913)[7].

## Odznaczenia
- Kawaler Orderu Franciszka Józefa – Austro-Węgry (1904)[8].